# Virginia Cavaliers (honkbal)
Het Virginia Cavaliers honkbalteam vertegenwoordigt de Universiteit van Virginia in NCAA Division I honkbal. Het team speelt in de Coastal Division van de Atlantic Coast Conference (ACC). In 2015 wonnen de Cavaliers hun eerste nationale kampioenschap. Het jaar daarvoor, in 2014, verloren ze in de finale om het nationale kampioenschap van Vanderbilt. Ze spelen hun thuiswedstrijden in Davenport Field at Disharoon Park, in Charlottesville. Sinds 2004 is Brian O'Connor de hoofdcoach van de Cavaliers.

## Geschiedenis
De Cavaliers speelden hun eerste wedstrijden in 1889. De allereerste wedstrijd, tegen Richmond College, werd met 13-4 gewonnen. Pas in 1972 wonnen de Cavaliers voor het eerst het kampioenschap van de ACC, en plaatsten ze zich voor het eerst voor het NCAA Tournament. In 1996 wonnen ze voor het eerst het NCAA Tournament.

### Brian O'Connor (2004-heden)
De Cavaliers weten hun grootste successen te boeken onder Brian O'Connor. In zijn eerste jaar, 2004, bereiken de Cavaliers direct het NCAA Tournament - op dat moment voor de vierde keer in de historie. Sindsdien is het alleen in 2018 en 2019 niet gelukt om het NCAA Tournament te bereiken. In 2009, 2011, 2014, 2015, 2021, 2023 en 2024 werden de College World Series bereikt. In 2014 werd er in de finale van de College World Series verloren van Vanderbilt, waarna ditzelfde team een jaar later in de finale werd verslagen. Daarmee wonnen de Cavaliers in 2015 voor het eerst het nationale kampioenschap.

## Stadion
Sinds 2002 spelen de Cavaliers hun wedstrijden in Davenport Field at Disharoon Park. Het stadion heeft een capaciteit van 5919. Het veld is vernoemd naar Ted Davenport (30 jaar lang de directeur van de Virginia Student Aid Foundation), het stadion naar Leslie en Ann Disharoon.